# Kwadijk
Kwadijk est un village de la commune néerlandaise d'Edam-Volendam, situé dans la province de Hollande-Septentrionale.

## Géographie
Le village est situé dans l'ouest de la commune, à 3 km au nord de Purmerend.

## Histoire
Kwadijk est une commune à part entière avant 1970, date à laquelle elle est intégrée dans la commune de Zeevang, qui fusionne le 1er janvier 2016 avec Edam-Volendam.

## Démographie
Le 1er janvier 2018, le village comptait 750 habitants.

## Personnalité
Kwadijk est le village natal du dessinateur Jan Sanders.